# CHACMOOL
『CHACMOOL』（チャックムール）は、アメリカ合衆国の日本人ロックバンド、THE RiCECOOKERSのミニ・アルバム。2010年9月8日にZazou Productionsから発売。

## 収録曲
1. LAKE [5:02]
作詞：Tomomi Hiroishi 作曲：Kota Fujii
2. あかし [3:44]
作詞・作曲：Kota Fujii
3. Alone - Album Version [5:00]
作詞・作曲：Tomomi Hiroishi
  - アウトロが追加されている。
4. MAY [4:53]
作詞・作曲：Tomomi Hiroishi
5. Sacred Song [6:06]
作詞・作曲：Kota Fujii
6. I [4:08]
作詞・作曲：Tomomi Hiroishi

全編曲：THE RiCECOOKERS